# Уленвайка
Уленвайка — река в России, протекает в Можгинском районе Удмуртской Республики. Устье реки находится в 13 км по правому берегу реки Пычас. Длина реки составляет 13 км, площадь водосборного бассейна 62,4 км².
Исток реки находится в лесу восточнее деревни Малая Воложикья и в 22 км к северо-востоку от города Можга. Река течёт на юго-восток по ненаселённому лесу. Приток — Сутайка (правый). Впадает в Пычас у деревни Старый Карамбай (Муниципальное образование «Пычасское»).

## Данные водного реестра
По данным государственного водного реестра России относится к Камскому бассейновому округу, водохозяйственный участок реки — Вятка от водомерного поста посёлка городского типа Аркуль до города Вятские Поляны, речной подбассейн реки — Вятка. Речной бассейн реки — Кама.
Код объекта в государственном водном реестре — 10010300512111100039139.